# 2009年7月22日日食
2009年7月22日日食，中国大陆又称为长江大日食，是一次日全食，發生於2009年7月22日（西半球為7月21日）。新月當天（即朔日），地球上觀測到月球和太阳的角距離極小，此時月球如果恰好在月球交點附近，穿過太阳和地球之間，與地球、太阳接近一直線，則會出現日食。月球本影接觸地表而使該區域完全得不到陽光，就會形成日全食，同時在本影兩側數千公里的半影範圍內遮擋部分陽光，形成日偏食。此次日全食經過了印度、尼泊尔、孟加拉国、不丹、缅甸、中國、日本、馬紹爾群島、基里巴斯，是覆蓋人口數最多的日食，日偏食則覆蓋了亚洲的大部分和太平洋中西部地區。此次日全食是自1991年7月11日以來最长的一次，这一纪录直到2132年6月13日才会打破。

## 日食概況

### 出現區域

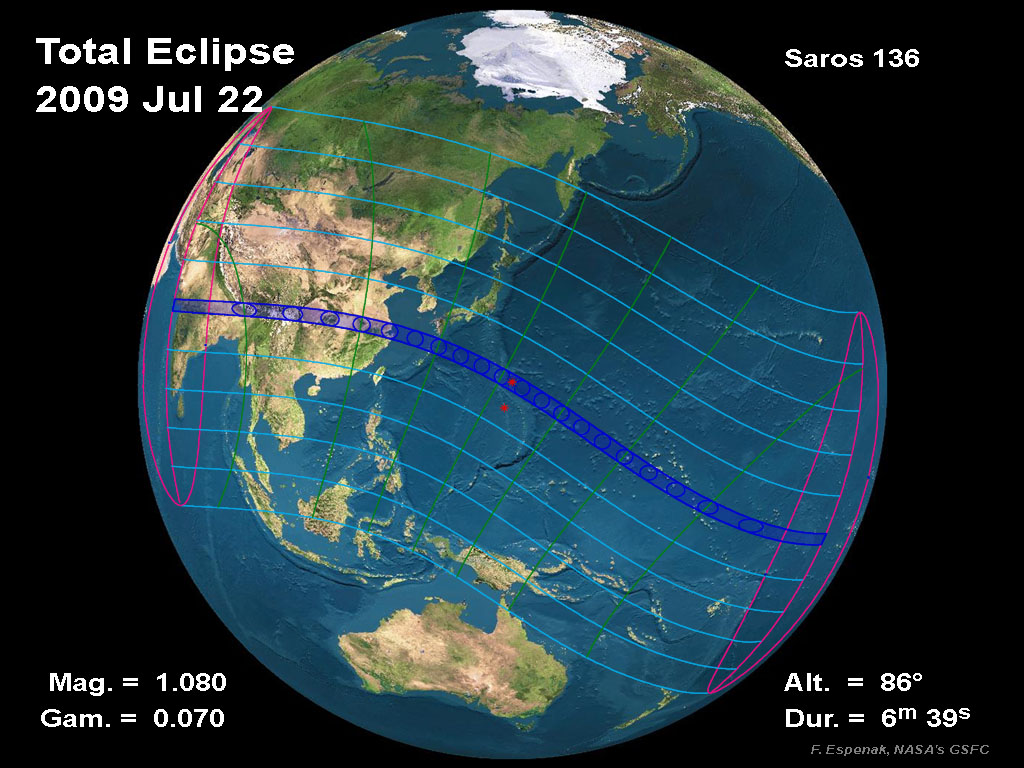
2009年7月22日日食路徑圖

本次日食開始時，月球本影在印度索拉什特拉（卡提亞瓦半島）南部阿拉伯海沿岸最先接觸地球，當地在7月22日日出時最先看到日全食。然後月球本影向東穿過印度次大陸，劃過喜马拉雅山脉東南部，擦過缅甸北端，橫穿中國，在長江口與钱塘江口之間進入东海。隨後穿過日本琉球群岛和小笠原群岛的部分島嶼，在南硫磺島以東約270公里的西北太平洋面達到最大食分，又經過馬紹爾群島和基里巴斯的部分島嶼，此時已跨過國際日期變更線，故日全食在萨摩亚群岛和法屬玻里尼西亞之間的海域結束時是7月21日日落時分。而儘管其中基里巴斯的尼庫馬羅羅環礁在國際日期變更線以東，由於基里巴斯在1995年將該環礁所屬的菲尼克斯群岛的時區從UTC-11改為UTC+13，陸地上看到的日全食均在7月22日。
月球本影覆蓋的陸地包括：
- 印度：古吉拉特邦南部、达曼-第乌、达德拉-纳加尔哈维利北端、马哈拉施特拉邦西北部、中央邦大部、拉贾斯坦邦東南的小角、北方邦東南部、恰蒂斯加尔邦北部、贾坎德邦北部、比哈尔邦大部、西孟加拉邦北部、锡金邦南部、梅加拉亚邦西北角、阿萨姆邦西部和北部、阿鲁纳恰尔邦大部（該邦由印度控制，中國對其大部分聲稱擁有主權）；
- 尼泊尔：賈納克布爾專區南端、萨加玛塔专区南部、戈希專區南部、梅吉專區南部；
- ：劃過該國西北角的朗布爾專區西北半部；
- 不丹：覆蓋了全國絕大多數地區，除帕羅宗北部、廷布宗北部、加薩宗大部、旺杜波德朗宗極北角、布姆唐宗極西北角以外，其中廷布是本次全食帶內唯一首都；
- 緬甸聯邦：劃過該國最北部克欽邦北部；
- 中国：經過西藏自治区東南部、云南省西北部、四川省中部偏南、重庆市大部、湖北省中南部、湖南省北端、河南省東南角、安徽省南部、江西省最北端、江苏省南部、浙江省北部、上海市除崇明岛西北端外的絕大部分，成渝、武漢城市圈、長三角等人口密集的城市群均在全食帶內；
- 日本：薩南群島中的吐噶喇列島全部島嶼、口永良部島、屋久島、種子島南部、奄美大島、喜界島，及火山列島除南硫磺島南部外的大部分；
- 马绍尔群岛：埃內韋塔克環礁、烏賈環礁、拉埃環礁、里布島、納木環礁除北部以外的部分、埃林拉普拉普環礁除北部以外的部分、納莫里克環礁、吉利島、賈盧伊特環礁；
- 基里巴斯：吉爾伯特群島的布塔里塔里環礁、馬金群島、阿拜昂環礁、馬拉凱環礁及菲尼克斯群岛的尼庫馬羅羅環礁。此外，首都南塔拉瓦位於全食帶南緣附近，能看到食分接近1的日偏食。[3][4]

除了狹窄的全食帶內能看見日全食之外，月球半影覆蓋範圍內都能看到日偏食，包括中东地區東部、中亚、东亚、南亚、英屬印度洋領地北部、除印尼南半部和东帝汶外的东南亚大部分、俄罗斯欧洲部分東南角及亚洲部分南半部、澳大利亚約克角半島北端，以及太平洋中西部諸島。其中大部分位於國際日期變更線以西，在7月22日看到日食，剩下的部分在7月21日看到日食。

此次日全食過程中月影在地表移動的動畫

### 基本參數
由於地球在遠日點附近，月球在近地点附近，且本影接觸地表的位置接近太陽直射點，本次日全食的全食帶較寬，持續時間長，食分大。在北硫磺島東南約85公里的洋面，全食持續時間達到最長的6分39.5秒，全食帶中心點在其東南約233公里，持續時間稍短一些。本次日全食是21世紀持續時間最長、食分最大的一次，儘管在一個沙羅周期之前的1991年7月11日發生過持續更長的日全食，但本次日全食的記錄直到2132年6月13日才會打破。但持續時間最長的地點在海上，陸地上的最長持續時間出現於其附近接近全食帶中心線的北硫磺島，達6分35秒。由於到達該島也不方便，實際上多數觀測者能觀測到的持續時間均比該時間短。對大多數人而言，21世紀能方便觀測到持續時間最長的日全食將會是2027年8月2日，21世紀持續時間第二長、僅次於本次的日全食，恰好與本次日全食相隔一個沙羅周期。
- 類型：日全食

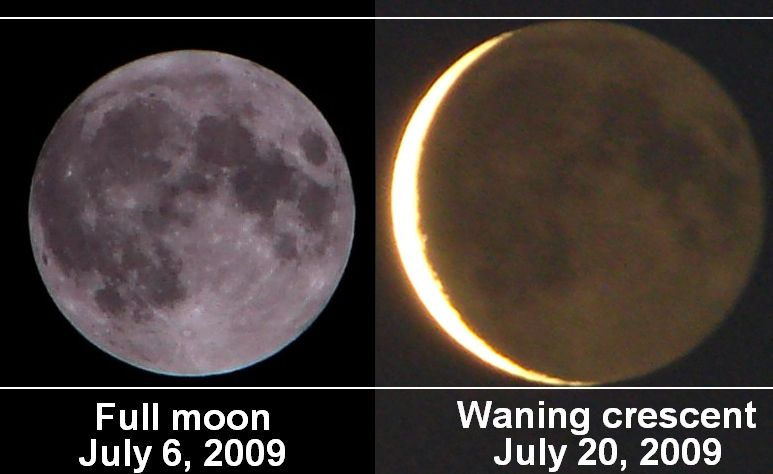
2009年7月6日與20日的月球角直徑對比，前者在远地点附近，後者在近地点附近

- 食甚中心處（位於南硫磺島以東約270公里的西北太平洋）資料：
  - 時間：2009年7月22日2:35:18.1
  - 地點：24°13.3′N 144°7.1′E / 24.2217°N 144.1183°E
  - 食分：1.0799（全食帶內最大）
  - 本影寬度：258.5公里
  - 日全食持續時間：6分38.9秒
- 全食最長處資料：
  - 時間：2009年7月22日2:29:16
  - 地點：25°15′N 142°6′E / 25.250°N 142.100°E
  - 本影寬度：258.2公里
  - 日全食持續時間：6分39.5秒（全食帶內最長）[9]

## 觀測

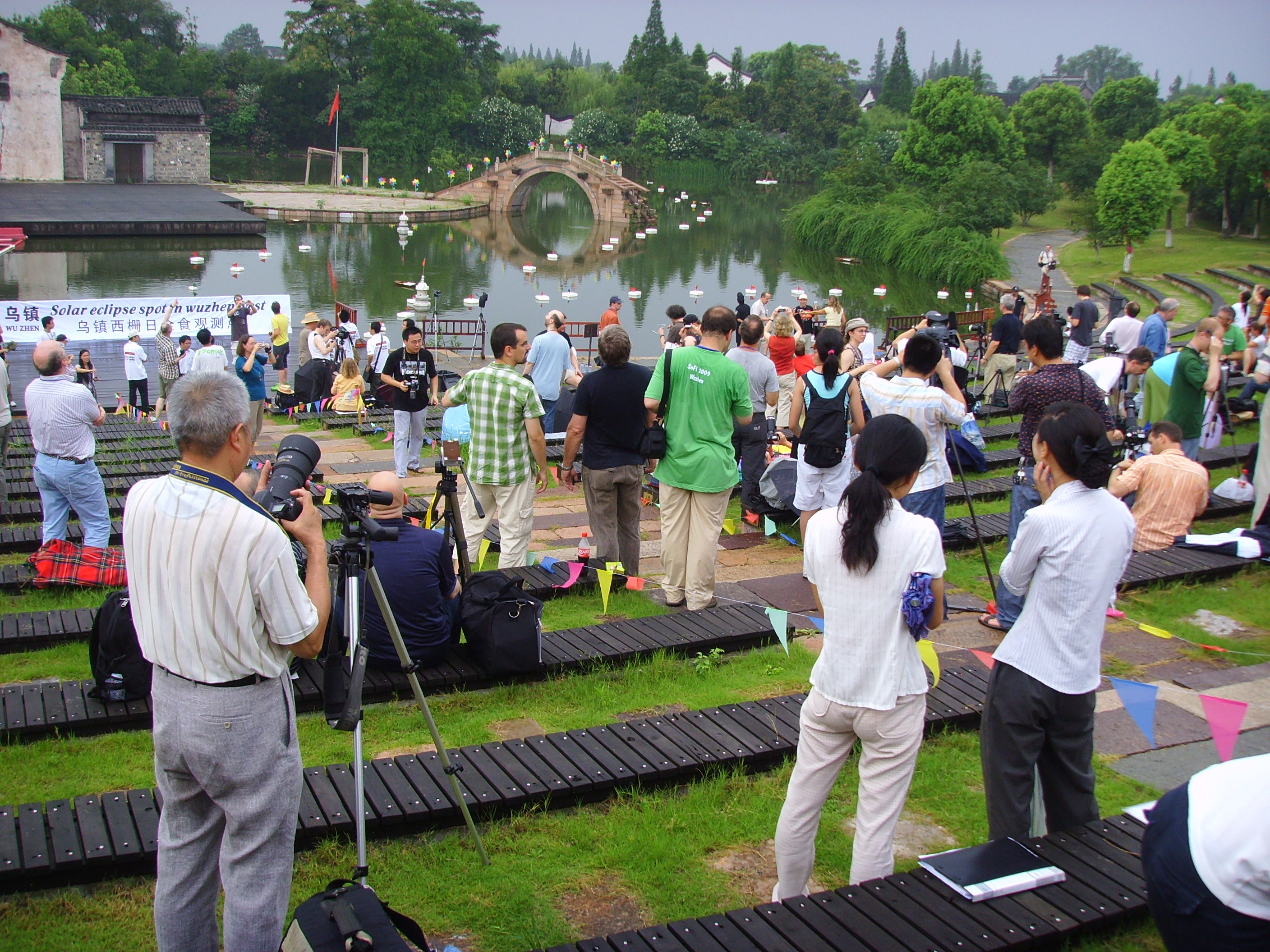
中國烏鎮的觀測者，拍攝於食既（完全進入全食階段）前10分鐘

由于本次日食的时间恰逢中国长江流域的梅雨季，因此日食观测受到了天气的很大影响，不過還是能夠感受到明顯的陰影。日食当天，長三角的上海、南京等地下起了暴雨，无法进行日食观测，市民仅能够在食甚期间感受到天黑。四川成都地区由于阴天，观测也受到一定影响。西藏错那县等地由於高原天氣不穩定，也沒能看到日全食。相对来说，安徽、湖北、重庆等地区由于积云较薄，成为本次长江流域日食的较好观测点。除了地面，也有人乘坐飛機，從空中看到了日全食。部分互联网用户通过中国下一代互联网观看了日食实况。
而在日本，全食帶覆蓋的範圍是許多遠離本土四島的小島。吐噶喇列島由於天氣不佳，未能看到日全食，而硫磺岛等火山列島一帶屬保護區，不對一般遊客開放登島，許多人從日本本土乘船前往其附近海域，在船上觀測，日全食當天天氣晴朗，觀測取得成功。

### 事件

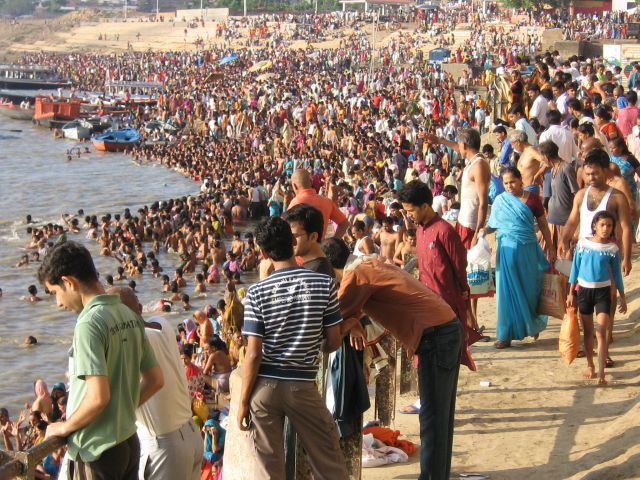
印度瓦拉納西恒河邊觀日食的人群

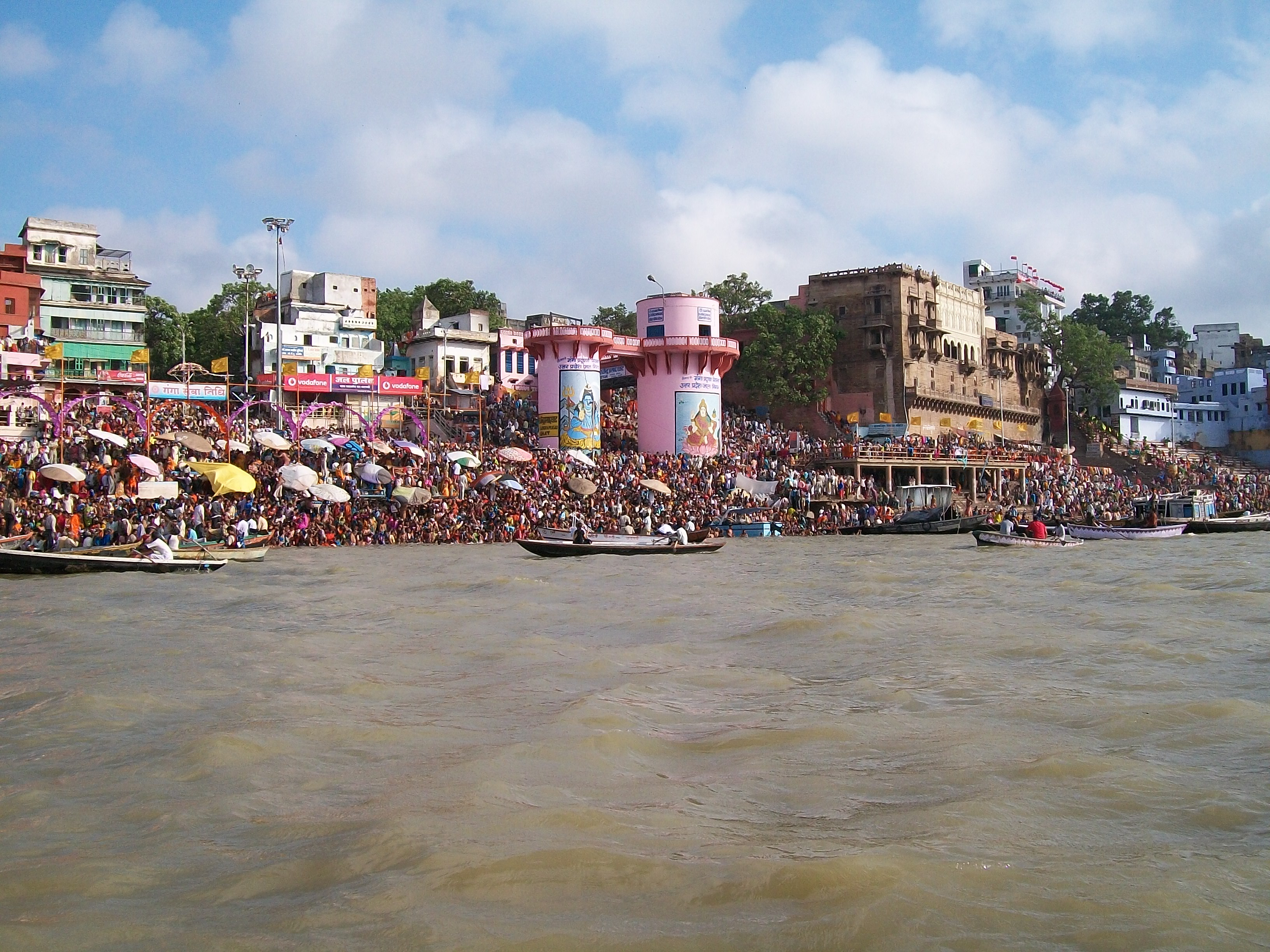
印度瓦拉納西恒河上觀日食的船隻

在印度北部，成千上万的印度教徒沐浴在恒河的河水中，祈求在日食过程中自己的灵魂得到净化。人口稠密的瓦拉纳西出现踩踏事件，造成1人死亡，多人受傷。但在印度也有许多人因为对日食的迷信而留在家中。占星术家警告孕妇说，如果在室外活动可能导致即将出生的小孩出现先天缺陷。
於2009年4月，互聯網有傳聞指這次日食發生時將有海嘯發生，並呼籲遠離海灘。香港天文台表示“以現時的科技水平，並無可靠方法可以預報地震”，並否認這個说法。
2009年7月19日，中华人民共和国国务院办公厅发布《国务院办公厅关于妥善做好应对日全食工作的通知》。

## 照片

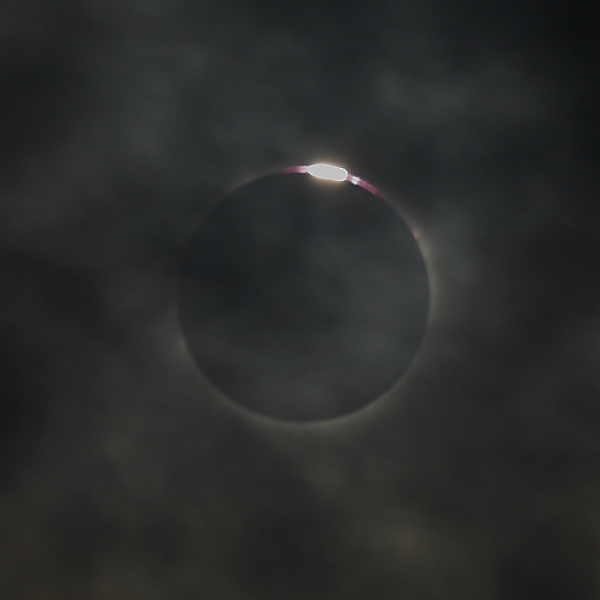
孟加拉国班喬戈爾縣的日全食倍里珠
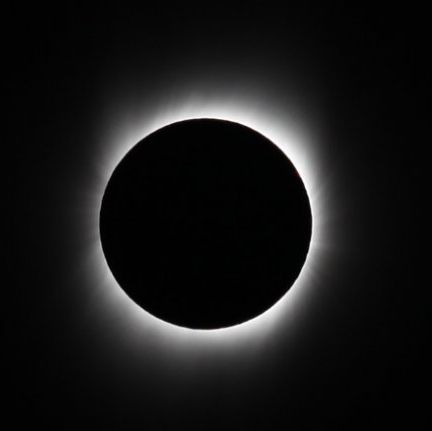
孟加拉国古里格拉姆縣的日全食
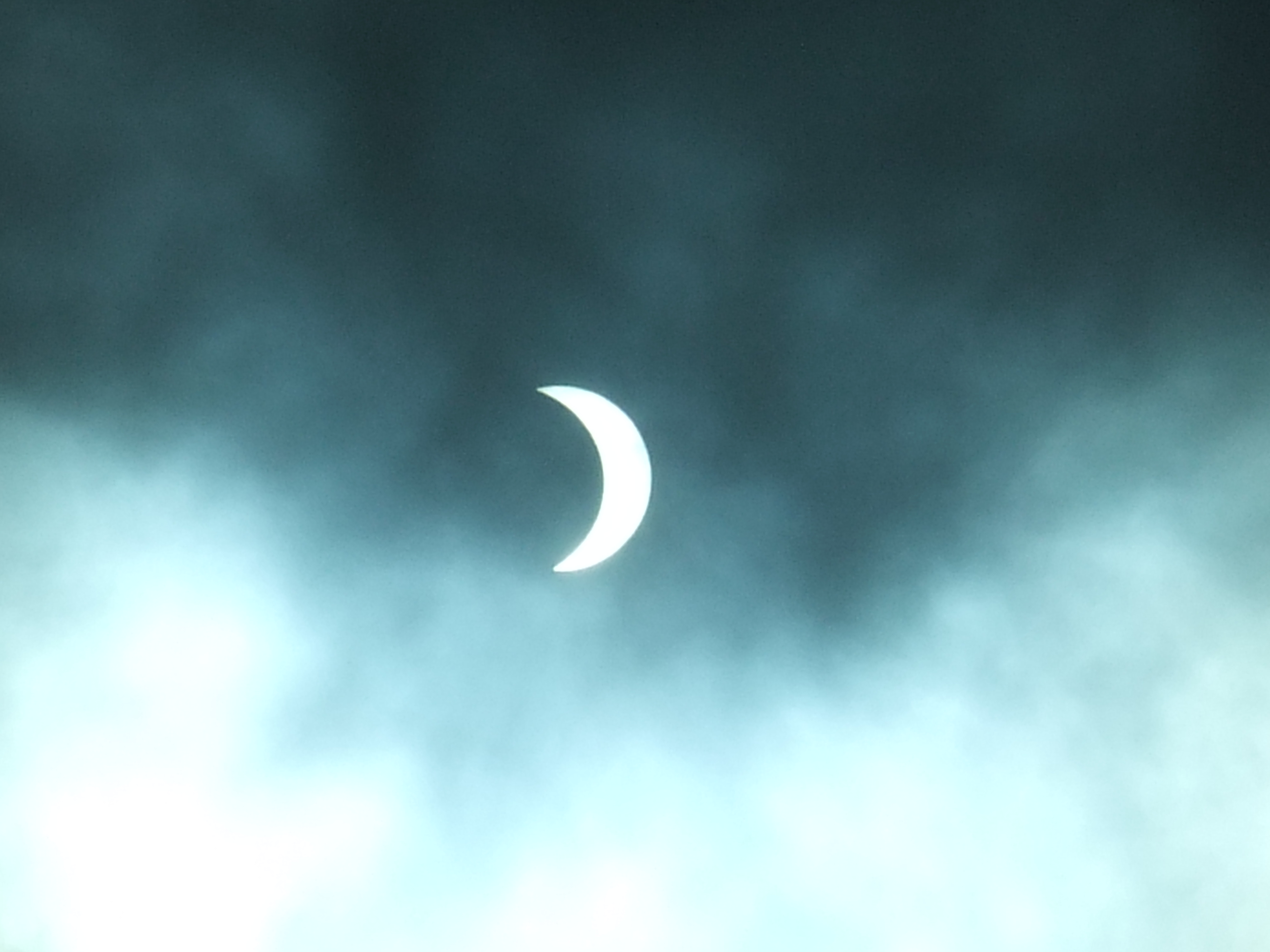
香港新界北區上水的日偏食
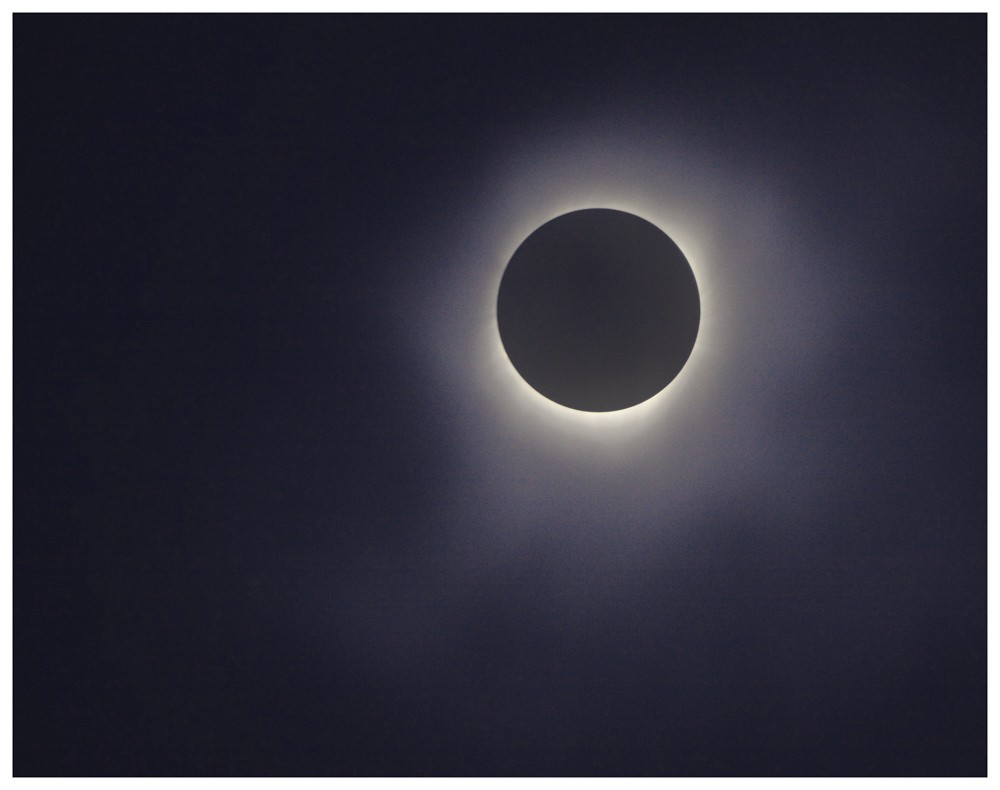
中國烏鎮的日全食
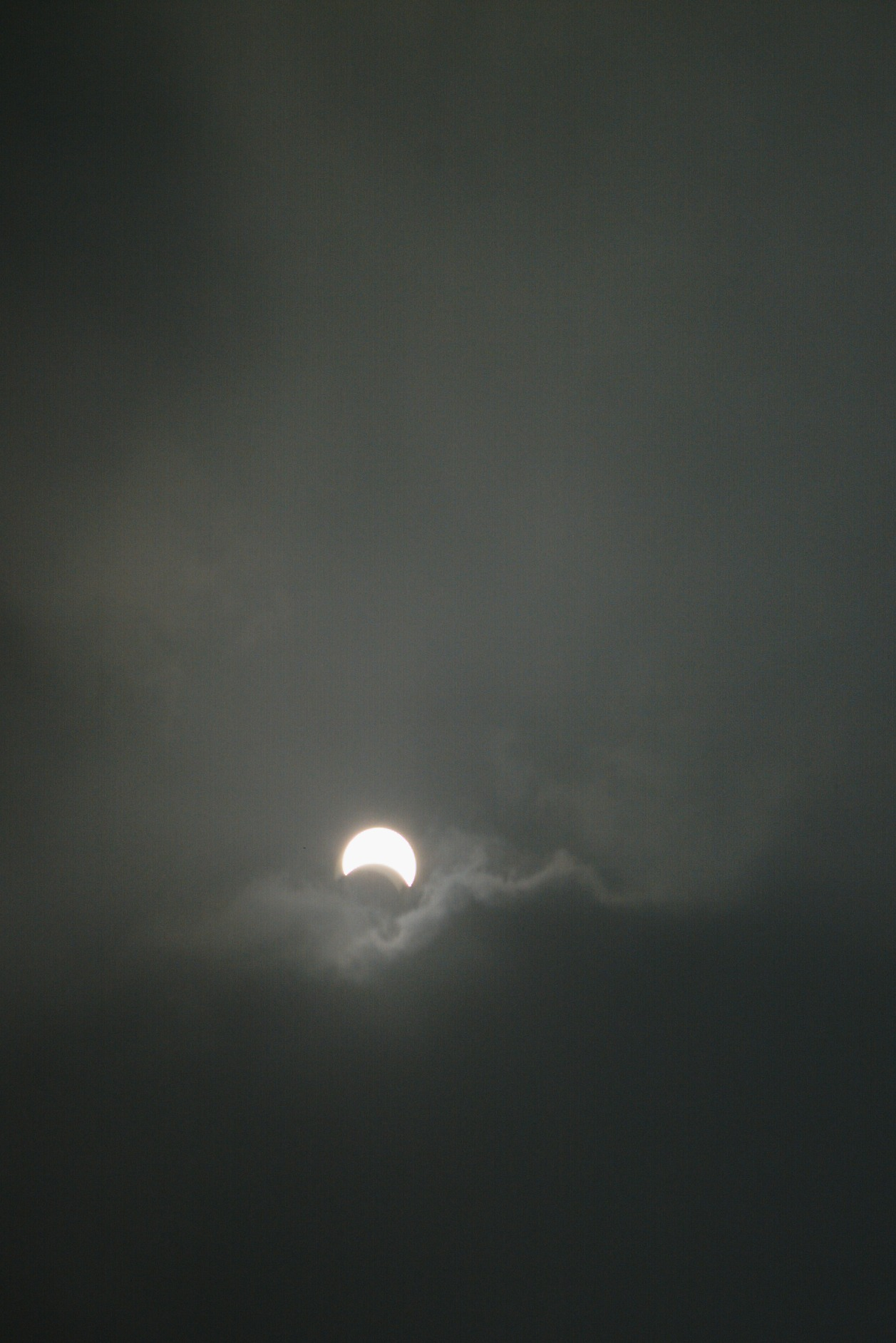
中国北京市的日偏食
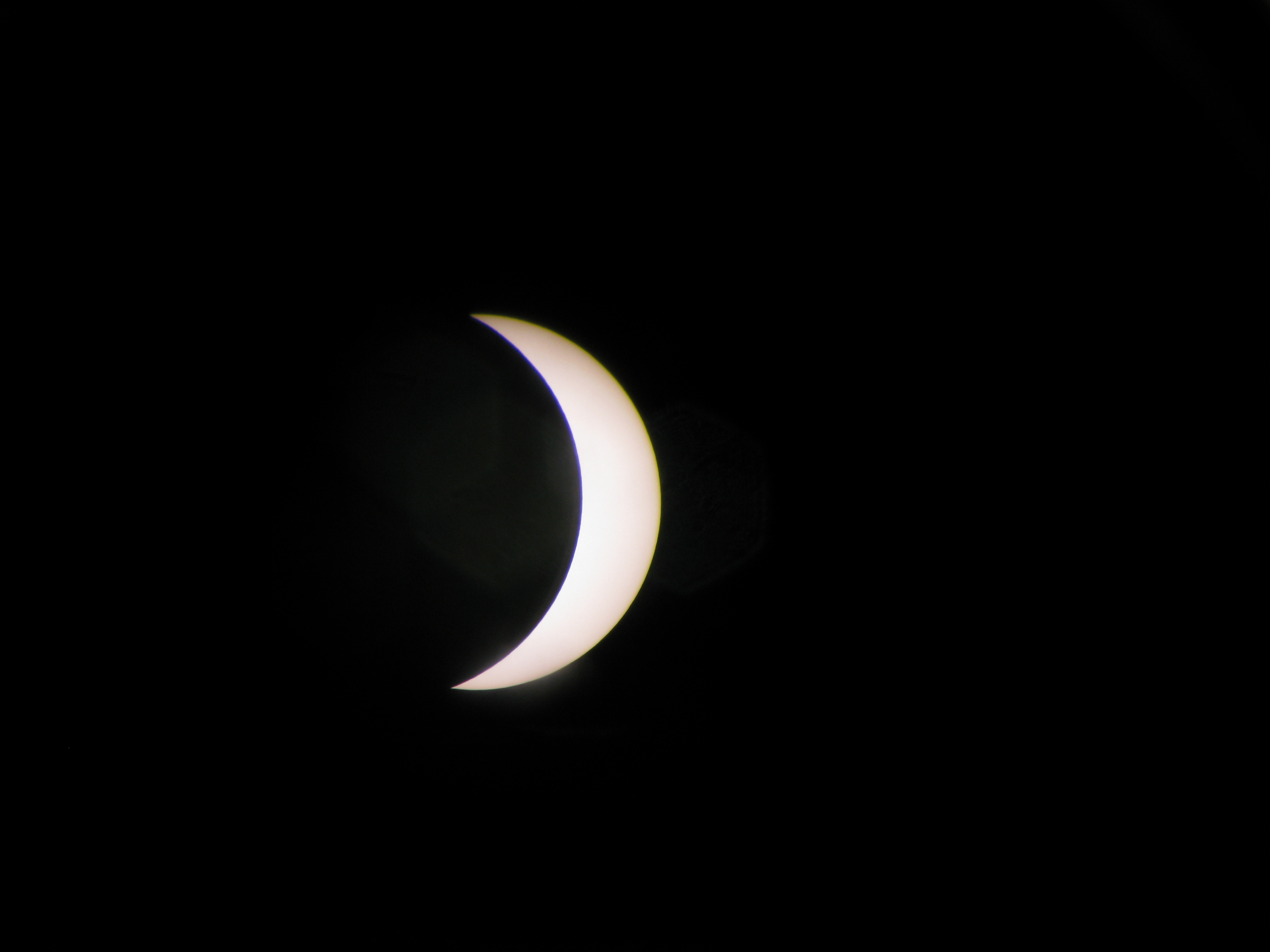
韩国仁川广域市的日偏食
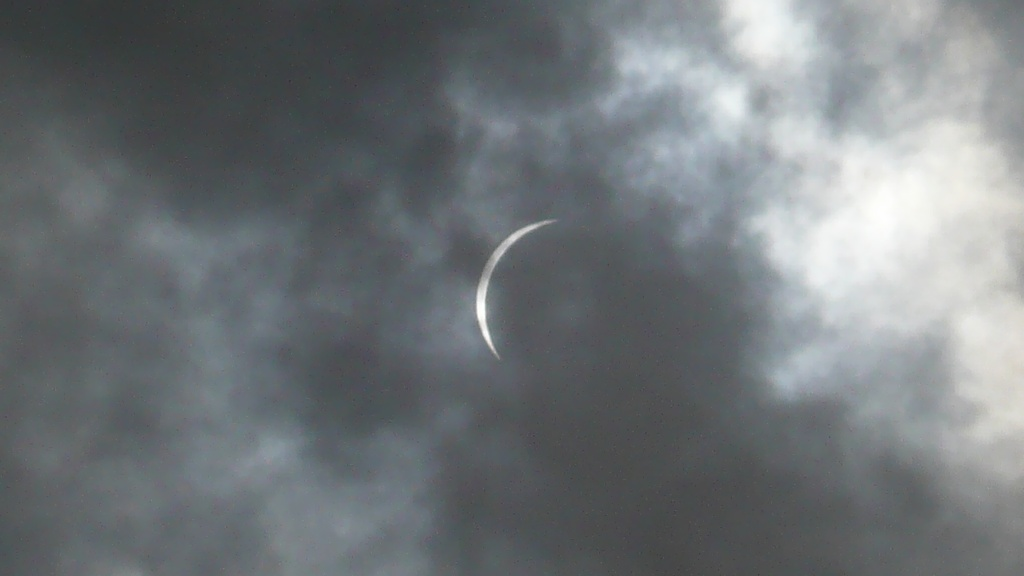
日本宮崎市的日偏食
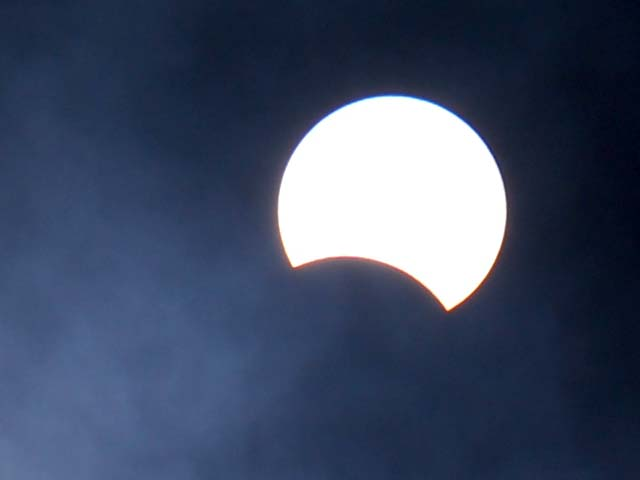
菲律宾奎松市的日偏食

印度月船1号探月衛星在日食期間拍攝了地球的圖像。
日本多用途運輸衛星也拍攝了地球圖像：
| 12:30 UTC（日食前） | 1:30 UTC | 1:30 UTC（近鏡） |

## 相關的日食

### 2008-2011年的日食
月球交替位於相對的月球交點時，以半個交點年（食年），即約177天又4小時間隔出現下列日食。
| 日食列表  |           |           |           |           |           |           |           |           |           |           |           |
| 1997-2000 | 2000-2003 | 2004-2007 | 2008-2011 | 2011-2014 | 2015-2018 | 2018-2021 | 2022-2025 | 2026-2029 | 2029-2032 | 2033-2036 | 2036-2039 |

| 升交點                                                         | 升交點                  |                                  | 降交點                  | 降交點 |
| 沙羅周期                                                       | 地圖                    | 沙羅周期                         | 地圖                    |        |
| 121 新西兰基督城的日偏食                                       | 2008年2月7日 環食       | 126 俄罗斯新西伯利亚的日全食     | 2008年8月1日 全食       |        |
| 131 印尼帕朗卡拉亞的日環食                                     | 2009年1月26日 環食      | 136 孟加拉国古里格拉姆县的日全食 | 2009年7月22日 全食      |        |
| 141 中非共和國班基的日環食                                     | 2010年1月15日 環食      | 146 法屬玻里尼西亞豪環礁的日全食 | 2010年7月11日 全食      |        |
| 151 奥地利維也納的日偏食                                       | 2011年1月4日 偏食（北） | 156                              | 2011年7月1日 偏食（南） |        |
| 註：2011年6月1日和2011年11月25日的日偏食屬於下一組交點年系列。 |                         |                                  |                         |        |

### 沙羅周期
沙羅週期長度為18年11天。本次日食屬於沙羅週期136，共包含71次日食，依次為1360年6月14日至1486年8月29日的8次日偏食、1504年9月8日至1594年11月12日的6次日環食、1612年11月22日至1703年1月17日的6次全環食（亦稱混合食）、1721年1月27日至2496年5月13日的44次日全食、2514年5月25日至2622年7月30日的7次日偏食，總共歷時1262.11年。其中最長的全食發生於1955年6月20日，共持續了7分8秒。
下表列舉了1865年至2100年間發生的屬於該週期的日食，是第29至42次：
| 28            | 29            | 30            |
| ------------- | ------------- | ------------- |
|               | 1865年4月25日 | 1883年5月6日  |
| 31            | 32            | 33            |
| 1901年5月18日 | 1919年5月29日 | 1937年6月8日  |
| 34            | 35            | 36            |
| 1955年6月20日 | 1973年6月30日 | 1991年7月11日 |
| 37            | 38            | 39            |
| 2009年7月22日 | 2027年8月2日  | 2045年8月12日 |
| 40            | 41            | 42            |
| 2063年8月24日 | 2081年9月3日  | 2099年9月14日 |

## 外部連結
- NASA日食專頁（页面存档备份，存于）（英文）
- 可見區域圖和時間統計：由弗雷德·埃斯佩纳克做出的日食預報，NASA/GSFC
  - Google互動地圖呈現的日食範圍
  - 貝塞爾元素
- Google地圖顯示的日全食和日偏食範圍（页面存档备份，存于）（法文）（英文）

圖片：
- 2009年以來歷次日全食的日冕（页面存档备份，存于），本次拍攝於馬紹爾群島埃內韋塔克環礁（法文）（英文）
- 2009长江日全食-科技频道-新浪网（页面存档备份，存于）
- 日全食網
- Spaceweather.com的多地日全食及日偏食照片（页面存档备份，存于）（英文）
- 2009年7月22日日全食（页面存档备份，存于），傑·珀薩喬夫（英语：Jay Pasachoff）拍攝於中國天荒坪（英文）
- 馬紹爾群島埃內韋塔克環礁的照片（页面存档备份，存于）（英文）
- 日本多用途運輸衛星從太空拍攝的日全食期間地球圖像（页面存档备份，存于）（英文）
- 上海金山的日全食（页面存档备份，存于）（看到了偏食，因天氣不佳未看到全食階段）（英文）
- 中國重庆的日全食，2009年7月24日每日一天文圖
- 烏雲天空中的鑽石，2009年8月8日每日一天文圖，拍攝於中國武漢
- 多次日全食記錄（页面存档备份，存于）（日語）
- 2009日全食_资讯_凤凰网，存于（简体中文）
- 日全食专题-新华网（页面存档备份，存于）（简体中文）
- 7月22日长江流域出现500年一遇日全食—科研发展—中国教育和科研计算机网（页面存档备份，存于）（简体中文）

| \| \| 日食 \|                             |                              |                                           |
| 上一次日食： 2009年1月26日日食 （日環食） | 2009年7月22日日食 （日全食） | 下一次日食： 2010年1月15日日食 （日環食） |
| 上一次日全食： 2008年8月1日日食           | 2009年7月22日日食 （日全食） | 下一次日全食： 2010年7月11日日食          |
|                                           | 日食                         |                                           |